# Li Shangyin

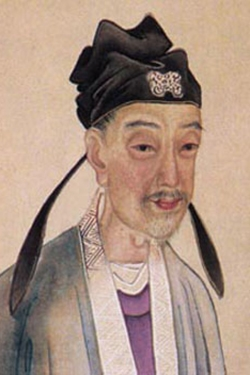
Li Shangyin

Li Shangyin (chinesisch 李商隱, Pinyin Lǐ Shāngyǐn, auch Yuxisheng oder Fannansheng, * um 813; † 858) war ein chinesischer Dichter der Zeit der Tang-Dynastie.

## Leben
Li Shangyin war die letzte große Dichtergestalt der Tang-Zeit (618–907). Aus der heutigen Provinz Henan am Gelben Fluss in Zentralchina stammend, absolvierte er 837 die kaiserliche Beamtenprüfung, hatte Zeit seines unsteten Lebens jedoch nur niedere Ämter inne. Mehrmals begab er sich in den Dienst von Militärgouverneuren, was ihn auch in abgelegene Randgebiete des Reichs führte, etwa nach Guilin. Die Tochter eines dieser Gouverneure wurde 838 seine Frau, sie verstarb jedoch früh.

## Werk
Li Shangyins von Melancholie und Fin-de-siècle-Stimmung durchdrungene Lyrik widerspiegelt den im 9. Jahrhundert unübersehbar gewordenen Niedergang des einst blühenden Reiches der Tang. Die strengen, gereimten Formen des seit der frühen Tang-Zeit gebräuchlichen Regelgedichts (Vier- oder Achtzeiler zu fünf oder sieben Schriftzeichen pro Vers) reizte er dabei mit dichten, zuweilen manieristisch anmutenden Bildkompositionen bis an die Grenzen der Verständlichkeit aus, was ihm den Ruf eines hermetischen Dichters einbrachte. Oft verbergen sich hinter seinen dunklen Versen jedoch kunstvolle Satiren, die sich in verschlüsselter Form gegen herrschende Kaiser und Zustände richten oder in epigrammatischen Vierzeilern bekannte historische Ereignisse in ein überraschendes Licht rücken. Satirische Züge zeigen auch manche seiner erotischen Gedichte. Darunter sind einige, die er offenbar absichtlich „ohne Titel“ (無題) ließ und deren verrätselte Bildsprache bis heute für immer wieder neue Deutungen gesorgt hat. Bisweilen werden zu dieser Gruppe auch jene Gedichte gezählt, welche als Titel die ersten beiden Schriftzeichen des Textes tragen wie der berühmte Achtzeiler Die reichverzierte Zither (錦瑟). In Li Shangyins Werk, das knapp sechshundert Gedichte umfasst, finden sich zudem meisterhafte Jahreszeiten- und Dinggedichte, Verse über seine Reiseeindrücke sowie zahlreiche Gelegenheits- und Freundschaftsgedichte, und es ist nicht zuletzt auch diese Vielseitigkeit, die ihn besonders auszeichnet.